# Norrlands Guld

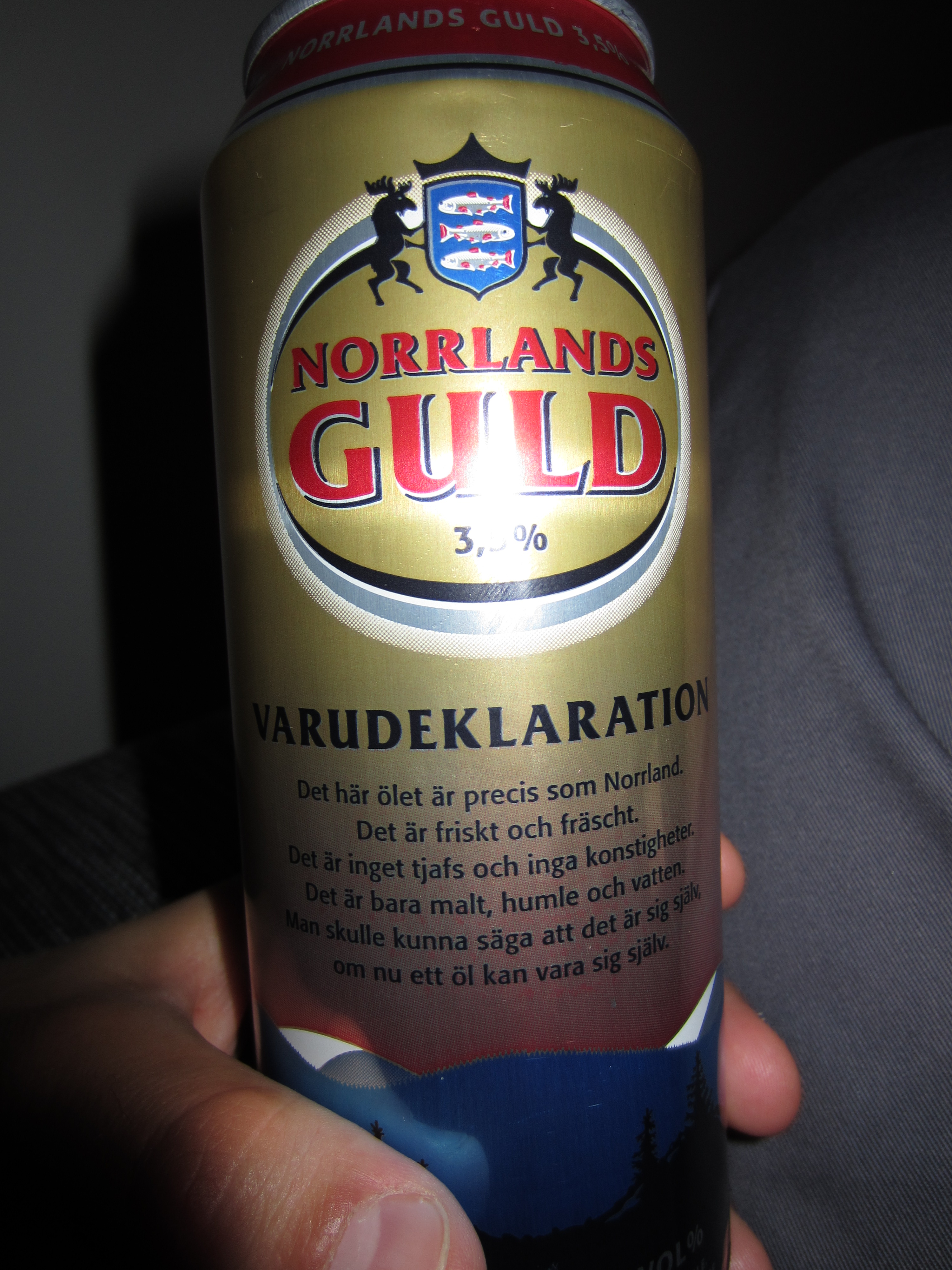
Norrlands Guld kommer bland annat som folköl.

Norrlands Guld är ett varumärke för öl av Dortmunder-typ som ägs av Spendrups.
Varumärket introducerades 1965 av dåvarande Sollefteå Bryggeri, då som Norrlands Öl. Sitt nuvarande namn fick det 1976 av Wårby Bryggerier som köpt Sollefteåbryggeriet. 1989 förvärvades Wårby i sin tur av Spendrups, som fortsatte att marknadsföra varumärket.
Under några år i början av 1990-talet marknadsfördes ett öl med mellanölstyrka under namnet Norrlands Silver. När man 1995 skulle lansera en extra stark version som Norrlands Dynamit protesterade Alkoholinspektionen eftersom namnet ansågs olämpligt.
2005 lanserades en alkoholfri variant av ölet innehållande 0,5 volymprocent alkohol.

## Reklamfilm
Norrlands Guld har blivit känt genom de reklamkampanjer som har gjorts för märket. Temat för reklamfilmerna är "Om du vill vara dig själv för en stund". De inleds med "Kära dagbok ..." och berättar om norrlänningen Ingemar och hans kompisars stillsamma liv.
1997 vann reklamfilmerna 100-wattaren för bästa konsumentreklam.
Under mitten av 2000-talet har man satsat stora pengar på marknadsföra varumärket i samband med stora idrottsarrangemang (Fotbolls-VM, Ishockey-VM, OS etc) under deviserna Guld till alla och Officiell guldleverantör.

## Etiketten
Etikettens motiv som i olika varianter följt ölet sedan 1965 var från början ett fotografi taget från Remslesidan i Sollefteå med Ångermanälven söderut som motiv. Burken var då vit med en rund bild.
Den nuvarande etiketten får mer ses som ett motiv som skall spegla en obestämbar plats i Norrland. Däremot har Ångermanlands landskapsvapen hängt med i alla tider. Detta föreställer tre laxar. Nyligen har även en temperaturindikator introducerats på burkarna. Det är en vit älg som blir blå när burken är tillräckligt kall.